# REBOL
REBOL（發音reb-ol ['reb-ol]，英文Relative Expression Based Object Language的缩写），自R3发行版改称为Rebol，是跨平台的数据交换语言和多范型的动态编程语言。由AmigaOS的系统架构师Carl Sassenrath设计，用于网络通信和分布式计算。

## 简介
REBOL介入了方言化的概念：用于代码和数据的小型的、优化的领域特定语言，据设计者Carl Sassenrath所说这是这个语言最显著的性质：“尽管它可以用于编程、写函数和进行处理，它最大的长处是轻易的建立领域特定语言或方言的能力。”
知名于JavaScript开发上贡献的道格拉斯·克羅克福特，曾经描述Rebol为是对JSON有影响者之一：“更加现代的语言，但具有一些非常类似于Lisp的想法，它全部建造在数据表示之上，然后再被作为程序执行。”
最初，这个语言和它的官方实现，是REBOL技术公司开发的专有和封闭源代码的软件。经过跟Lawrence Rosen的讨论，Rebol版本R3解释器于2012年12月12日在Apache 2.0许可证下发行。老版本能以二进制形式获得到，没有发行它们的源代码的规划。
Rebol已经被用于编程互联网应用（客户端和服务器端二者）、数据库应用、实用工具和多媒体应用。

## 实例
Rebol的设计原理之一就是“以简单方式做简单的事情”。使用下面的“可视界面方言”例子来描述一个具有图形用户界面的简单的Hello world程序：
```
view
 
layout
 [
text
 
"Hello world!"
 
button
 
"Quit"
 [
quit
]]

```

使用R3-GUI的类似的例子：
```
view
 [
text
 
"Hello world!"
 
button
 
"Quit"
 
on-
action
 [
quit
]]

```

## 方言
Rebol的领域特定语言叫做“方言”，是为特定用途优化的微型语言。方言可以用来定义业务规则、图形用户界面或在程序安装期间的屏幕序列。用户可以定义他们自己的方言，重用任何现存的Rebol单词并给予它在方言中的特殊含义。方言是有处理Robol块的函数以特殊方式解释的。
Rebol的方言能力的例子可以从单词return看出来。在“数据交换方言”中return就是个没有任何特殊含义的单词。在“执行方言”中, return是个全局变量，指称传递回一个函数结果值的一个原生函数 。在“可视界面方言”（VID）中return是一个关键字，导致布局引擎去模拟一个回车返回，移动“呈现笔”下至下一行的开始处。
具有图形能力的Rebol解释器必须理解和解释很多方言。下表按重要性依次列出最主要的方言。
| 方言名字              | 解释于                   | 用途                                  |
| --------------------- | ------------------------ | ------------------------------------- |
| 数据交换方言          | load函数                 | 表示数据和元数据；Rebol方言的共用平台 |
| 执行方言              | do函数                   | 编程                                  |
| 解析方言              | parse函数                | 模式匹配                              |
| 函数规定方言          | make函数                 | 函数定义；函数式编程                  |
| 对象规定方言          | make函数                 | 对象定义/继承；基于原型编程           |
| 可视界面方言或 RebGUI | layout函数或 display函数 | 指定图形用户界面                      |
| 绘图方言              | view函数                 | 定义图形元素（直线、多边形等）        |
| 脚本规定方言          | do函数                   | 脚本定义                              |
| 安全政策方言          | secure函数               | 指定安全政策                          |

## 语法
Rebol的语法是自由形式的，不要求特殊定位。但是，通常使用缩进来更好将文本结构传达给人类读者。
不同方言的语法属性可以不同。对于所有Rebol方言的公共平台是“数据交换方言”；其他方言通常从它派生。除了是所有方言的公共平台之外，“数据交换方言”直接用来表示数据和元数据、迁移（populate）数据结构，在互联网上发送数据，并把它们保存在数据存储中。
对比于编程语言比如C，“数据交换方言”不构成自声明、语句、表达式或关键字。有效的“数据交换方言”文本流是树数据结构，构成自块（根块是隐含的，子块由方括号界定），圆块（圆括号界定）、字符串（双引号或适用多行字符串的花括号来界定；脱字符表示法用于不可打印字符）、URL、e-mail地址、文件、路径或其他复合值。不同于ALGOL的块，Rebol的块是复合（composite）值，类似于Lisp中引用起来的表达式。代码以Rebol块的形式写成的事实，使语言具有同像性。
块还有圆块可以包含由空白分隔的其他复合值（一个块可以包含子块、圆块、字符串等等)或标量值比如：word（单词）、set-word（后缀着冒号的单词）、get-word（前缀着冒号的单词）、lit-word（前缀着撇号的单词），数字、钱款、字符等。注意在单词中允许特殊字符，所以a+b是一个单词，不同于a + b，它是空格分隔的三个单词。
注释可以出现在分号之后直到行结束。多行注释或不被词法分析器忽略的注释，可以使用平常的数据类型比如多行字符串来书写。

## 语义
块包含领域特定语言，它可以作为实际参数提交给特定的“求值器”函数。

### do
最常用的求值器是do函数。它被缺省的用来解释给解释器控制台的文本输入。
由do函数解释的“执行方言”，是一个面向表达式的“数据交换方言”的子语言。语言的主要语义单元是表达式。对比于派生自ALGOL的指令式编程语言，“执行方言”既没有关键字也没有语句。
单词被用作大小写不敏感变量。像在所有动态类型语言中那样，变量没有关联的类型，类型是关联于值的。在do函数遇到一个单词的时候，返回对这个单词的求值结果。set-word单词可以用于赋值。尽管没有语句，赋值和有副作用的函数在一起，可以用于指令式编程。
根块的子块自行用do求值。块作为解释器实际参数这个性质被用来处理数据块，通过把块作为实际参数提交给控制函数如if、either、loop等用于结构化编程，在把块传递给特定解释器函数时用于方言。
值得注意的特殊问题是赋值给变量的复合值是不复制的。要制作一个复本，这个值必须传递给copy函数。
do函数通常服从前缀表示法求值，这里函数处理跟随在其后的实际参数。但是，也存在使用中缀算符的中缀求值。中缀求职优先于前缀求值。例如：
```
abs
 -2 + 3
```

返回1，因为中缀加法优先于计算绝对值。在求值中缀表达式的时候，求值的次序是从左至右，没有算符优先于其他算符。例如
```
2
 
+
 
3
 
*
 
4

```

返回20，对于乘法优先于加法的求值这将产生14。所有算法都有前缀版本。Do在将实际参数传递给函数之前通常对实际参数进行求值。所以，下列表达式：
```
print read http://zh.wikipedia.org/wiki/Rebol

```

首先读取维基百科的Rebol页面，接着把结果传递给print函数。圆括号可以用来改变求值的次序。使用前缀表示法，可以避免使用圆括号。
这种简单的优先级规则有如下优势：
- 不需要在写表示式的时候查看优先级表格，
- 不需要在定义新算符的时候重写优先级表格，
- 表达式可以轻易的从中缀转写成前缀表示法或反之。

还有一个劣势：
- 习惯了常规优先级规则的用户容易出错[7]。

### parse
parse函数适合用于规定、验证、变换和解释方言。它通过在运行时间匹配“解析表达式”来完成工作。
“解析表达式”是使用“解析方言”来书写的，它类似于“执行方言”，是“数据交换方言”的面向表达式的子语言。不同于“执行方言”，“解析方言”使用关键字来代表算符和大多数重要的非终结符，中缀分析算符没有前缀等价者并使用优先级规则（序列优先于选择）。
动作也可以被包含而在解析处理期间进行，并且parse函数可以被用来处理块或字符串。在“字符串解析”层级，parse必须处理“低层”解析，需要考虑到字符和界定符。“块解析”是更高层级，处理在Rebol值的级别上的扫描。
解析方言属于由自顶向下解析语言或解析表达文法（PEG）为代表的文法家族。主要的类似性是所有家族成员都有序列和选择算符的出现。解析方言的语法和在解析方言和PEG之间的类似性可以用分析算术表达式的PEG示例的如下转写来展示：
```
Digit:
 
charset
 [
#"0"
 
-
 
#"9"
]

Value:
 [
some
 
Digit
 
|
 
"("
 
Expr
 
")"
]

Product:
 [
Value
 
any
 [[
"*"
|
 
"/"
] 
Value
]]

Sum:
 [
Product
 
any
 [[
"+"
|
 
"-"
] 
Product
]]

Expr:
 
Sum

parse/
all
 
"12+13"
 
Expr

```

## 引用
1. ↑  REBOL Technologies. The REBOL/View and REBOL/Core 2.7.8 license （页面存档备份，存于）
2. ↑  R3 source at GitHub
3. ↑  . Rebol.com. August 18, 2013  [January 23, 2014]. （原始内容存档于2020-09-24）.
4. 1 2 3 4 5 6 7  Goldman, E., Blanton, J. (2000). REBOL: The Official Guide. McGraw-Hill Osborne Media. ISBN 0-07-212279-X.
5. 1 2  Crockford, Douglas. The JSON Saga （页面存档备份，存于）, jsonsaga.ppt 的存檔，存档日期October 4, 2012，.
6. ↑  . December 14, 2012  [December 2, 2013]. （原始内容存档于December 3, 2013）.
Sassenrath, Carl. .   [16 September 2016]. （原始内容存档于2020-12-02）.
7. 1 2 3 4 5 6 7 8 9 10  Roberts, Ralph (2000). REBOL for Dummies. Hungry Minds. ISBN 0-7645-0745-1.
8. 1 2  Auverlot, Olivier (2001). Rebol Programmation. Eyrolles. ISBN 2-212-11017-0.
9. ↑  Sassenrath, Carl. . Dr. Dobb's Journal. 2000-07-01  [2021-02-19]. （原始内容存档于2009-04-27）.
10. ↑  . Rebol.com. September 25, 2012  [January 23, 2014]. （原始内容存档于2013-12-03）.
11. ↑  Sassenrath, Carl. . December 12, 2012  [August 14, 2014]. （原始内容存档于2014-08-19）. You probably thought the source release would never happen? Am I right? Well, it's there now in github at github.com/rebol/rebol.
12. ↑  .   [2022-02-10]. （原始内容存档于2022-02-10）.

## 延伸阅读
- Mikes, Nora. . LinuxWorld. November 20, 1999. （原始内容存档于March 24, 2005）.
- Story, Derrick. . Web Review. Aug 27, 1999. （原始内容存档于October 12, 1999）.